# 훌바
훌바(아랍어: حُلْبَة)는 예멘의 식재료이다. 호로파 씨를 말려 갈아 가루로 만든 것으로, 물을 부어 휘저으면 부풀어 오른다. 살타나 파흐사 등에 들어가는 주요한 재료이다.

## 이름
아랍어 "훌바(حُلْبَة)"는 단순히 "호로파"를 뜻하는 말이다.

## 만들기
호로파 씨 가루를 물에 타서 실온에 한두 시간 두었다가, 부피가 커지고 색이 옅어질 때까지 휘젓는다.

## 같이 보기
- 비스바스